# Discord
Discord és una aplicació de missatgeria instantània i veu per IP gratuïta dissenyada per a comunitats de videojocs. Discord s'executa en Windows, MacOS, Android, iOS, Linux i té la possibilitat de ser usat des del programari creat per a aquest programa o pot ser usat directament des del navegador.
A la primera meitat de 2021, Discord tenia més de 350 milions d'usuaris registrats, i més de 150 milions d'usuaris actius mensuals. El 2017 n’eren 45 milions.

## Història
El concepte de Discord va venir del director executiu Jason Citron, que havia fundat OpenFeint, una plataforma de jocs socials per a dispositius mòbils. Finalment va vendre OpenFeint a GREE en 2011 per 104 milions de dòlars, que va usar per fundar Hammer & Chisel, un estudi de desenvolupament de jocs, en 2012. El seu producte original va ser Fates Forever llançat en 2014, que Citron va anticipar com el primer joc MOBA en plataformes mòbils. Mentre que Fates Forever no va tenir èxit comercial a causa de la seva baixa popularitat, Citron va notar les dificultats que va tenir el seu equip en la construcció del joc en intentar representar jocs tals com a Final Fantasy XIV i League of Legends per resoldre conceptes de joc, destacant específicament qüestions d'actualitat.
Opcions de veu sobre IP disponibles: algunes opcions de VoIP requerien que els jugadors compartissin vàries adreces IP només per connectar-se, mentre que altres serveis com Skype o TeamSpeak tenien recursos pesats i problemes de seguretat. Això va portar als desenvolupadors a desenvolupar un servei de xat molt més amigable per usar basat en tecnologia més moderna.
El llançament públic de Discord va ser el maig de 2015. Segons Citron, l'única àrea en la qual van pressionar a Discord va ser per a les comunitats de Reddit, descobrint que molts fòrums subreddit estaven reemplaçant els servidors d'IRC pels de Discord. Discord es va fer popular a través dels jugadors de eSports i dels tornejos LAN, i de llocs de streaming com Twitch.tv.
La companyia va recaptar $ 20 milions addicionals en finançament per al programari el gener de 2016. El 10 d'agost de 2017, Discord va anunciar públicament el llançament de la funcionalitat "Vídeo trucada i pantalla compartida"; aquestes característiques es van llançar inicialment com una beta al 5 % dels usuaris. El 5 d'octubre de 2017, Discord va llançar la funcionalitat de videotrucades i ús compartit de pantalles a tots els seus usuaris.

## Funcions
El client de Discord es basa en el framework Electron utilitzant tecnologies web, la qual cosa li permet ser multiplataforma i executar-se en computadores personals i a la web. El programari és sostingut per onze centres de dades disseminats per tot el món per mantenir baixa la latència amb els clients. Totes les versions del client admeten el mateix conjunt de característiques. L'aplicació Discord per a computadores personals està dissenyada específicament per usar-se mentre es juga, ja que inclou característiques com a baixa latència, servidors de xat de veu gratuïts per a usuaris i una infraestructura de servidor dedicada. Els desenvolupadors de Discord també van agregar trucades de vídeo i pantalla compartida el 2017. Les trucades directes es van agregar en una actualització el 28 de juliol de 2016, amb suport per a trucades entre dos o més usuaris. El desembre de 2016, la companyia va presentar la seva GameBridge API, que permet als desenvolupadors de jocs sostenir directament la integració amb Discord dins dels jocs. La documentació del repositori de Git per l'API de Discord està allotjada en GitHub.
Si bé el programari en si no té cost, els desenvolupadors van investigar formes de monetitzar-lo, amb opcions potencials que inclouen opcions de personalització de pagament, com emojis. El gener de 2017, es van llançar les primeres funcions de pagament amb 'Discord Nitre'. Per una tarifa de subscripció mensual, els usuaris poden obtenir un avatar animat, usar emojis personalitzats en tots els servidors, una major mida d'arxiu màxim en les càrregues d'arxius (de 8 MB a 50 MB) i una insígnia de perfil única. Els desenvolupadors han afirmat que, si bé buscaran formes de monetitzar el programari, mai perdran les seves característiques principals, una forma d'aconseguir beneficis és amb la tenda. Discord utilitza el format d'àudio Opus, que té baixa latència i està dissenyat per comprimir els arxius de veu.
A més, té un apartat on pots sol·licitar treballar amb ells, i pots trobar ofertes de treball des de director de màrqueting fins a un departament de finances.

## Software
El software és compatible amb onze centres de dades a tot el món per mantenir baixa la latència amb els clients.
Microsoft va anunciar l'abril de 2018 que brindarà suport de Discord als usuaris de Xbox Live, la qual cosa els permetrà vincular els seus comptes de Discord i Xbox Live perquè puguin connectar-se amb la seva llista d'amics de Xbox Live a través de Discord.
Els últims canvis s'han realitzat l'agost del 2018, aquests són: nous servidors a Sud-àfrica, ara es pot enviar i acceptar invitacions de joc de presència directa, rebre notificacions de text dins del joc i més facilitats per compartir la pantalla.

## Característiques
Una de les principals característiques de discord són els bots, que són programes que executen tasques determinades a través de comandes; utilitzant l'API de Discord per a bots discord.js.
Aquestes ordres tenen una estructura:
- Prefix: La primera part, sol ser un signe (el més comú és !). Aquests també poden ser un signe juntament amb la primera lletra del nom del bot.
- Ordre: Això és l'ordre com a tal (ex: Punch, al costat del prefix dona com a resultat que el bot apliqui la tasca programada).
- Extra: Aquesta part és un extra de l'ordre ja sigui necessària per a la tasca del bot en qüestió o innecessària, amb l'ordre seria afegir un usuari.

Una altra característica és l'Autenticació en dos passos (A2F), la qual permet afegir una verificació extra al moment d'iniciar la sessió, per tal de ser l'únic en iniciar sessió. Això es pot dur a terme amb qualsevol dispositiu (PC o App Mòbil).

## Controvèrsies
Discord ha tingut problemes amb el comportament hostil i l'abús dins dels xats, i algunes comunitats de servidors de xat han estat "atacades" per altres comunitats. Això inclou inundacions amb temes controvertits relacionats amb la raça, la religió, la política i la pornografia. Discord ha declarat que tenen plans per implementar canvis que "deslliurarien a la plataforma del problema".
Discord va guanyar popularitat amb la Dreta alternativa a causa de les característiques del client que donen suport a l'anonimat i la privadesa. L'analista Keegan Hankes del Southern Poverty Law Center va dir: "És bastant inevitable ser un líder en aquest moviment sense participar en Discord". A principis de 2017, el CEO Jason Citron va declarar que Discord coneixia aquests grups i els seus servidors. Citron va declarar que els servidors que es troben involucrats en activitats il·legals o violacions dels termes del servei es tancaran, però no revelaran cap exemple.
Després dels violents esdeveniments que van ocórrer durant la manifestació Unite the Right en Charlottesville, Virginia, el 12 d'agost de 2017, es va descobrir que Discord s'havia utilitzat per planificar i organitzar el míting nacionalista blanc. Això va incloure la participació de Richard Spencer i Andrew Anglin, figures d'alt nivell en el moviment. Discord va respondre tancant els servidors que aportaven a la dreta alternativa i extrema dreta prohibint als usuaris que havien participat. Els executius de Discord van condemnar la "supremacia blanca" i el "neonazisme", i van dir que aquests grups "no són benvinguts en Discord".

## Phishing i hacking
Discord al ser un servei de missatgeria en línia de caràcter gratuït, permet a tots els seus usuaris crear comptes de forma ràpida i senzilla amb un sistema molt àgil que no necessita confirmació de la contrasenya. Si bé el sistema permet agilitzar la creació d'un compte, la rapidesa de la creació pot donar peu a un mateix usuari disposant de diversos comptes d'un sol ús, els quals pot utilitzar per realitzar o prendre part en comportaments maliciosos sense la necessitat de comprometre's personalment.
La generació ràpida de comptes també és una eina que s'ha utilitzat per a la creació de bots amb què en molts casos es poden utilitzar per raidejar servidors i molestar als usuaris.
Una altra de les problemàtiques que han sorgit els darrers anys a la plataforma de Discord, en guanyar popularitat, és el propi hacking de comptes, a través de links maliciosos que aconsegueixen les credencials de l'usuari que clica al link. Un cop hackejat l'usuari, el seu compte és transformat en un pacient zero amb el qual comencen a distribuir links maliciosos a persones de confiança per seguir així amb la cadena de comptes hackejats. Aquest tipus de hacking, el phising, és especialment freqüent en plataformes com a discord ja que no disposen de sistemes de verificació i en ser una plataforma enfocada a comunitats, la possibilitat d'expandir i atacar més persones és elevada.